# Come on Over (álbum de Shania Twain)
Come on Over é o terceiro álbum de estúdio da cantora canadense Shania Twain, lançado pela Mercury Records em 4 de novembro de 1997. Tornou-se o álbum de música country mais vendido história, o álbum de estúdio mais vendido por uma artista feminina em todos os tempos, e o álbum mais vendido por um canadense. É o oitavo álbum mais vendido nos Estados Unidos, e décimo sexto álbum mais vendido no Reino Unido.
Até à data, o álbum já vendeu mais de 40 milhões de cópias em todo o mundo, vendeu mais de 20 milhões de cópias nos Estados Unidos, com mais de 15,7 milhões de cópias vendidas de acordo com a Nielsen SoundScan, e outro 1,99 milhões através da BMG Music Clubs. O álbum estreou em primeiro lugar na parada de álbuns da Billboard Top Country Albums e ficou lá por 50 semanas não consecutivas. Ficou no top 10 por 151 semanas. 11 das 16 músicas chegaram ao top 30 da parada Hot Country Songs, oito das quais chegaram ao top 10, incluindo três No. 1s. Twain promoveu o álbum com performances de televisão e entrevistas. Foi promovido ainda mais com o sucesso Come On Over Tour, que visitou a América do Norte, Oceania e Europa. Das 16 faixas do álbum, 12 foram lançadas como singles e a maioria se tornou um "grande sucesso" na carreira de Shania Twain. Este álbum está na lista dos 200 álbuns definitivos no Rock and Roll Hall of Fame.

## História
Depois de lançar e promover seu álbum The Woman in Me (1995) em Come On Over, Twain colaborou inteiramente com o produtor e seu então futuro marido, Robert John "Mutt" Lange em uma variedade de números country pop. Com uma liberdade muito mais criativa do que a do seu antecessor, Twain e Lange tentaram quebrar a fórmula convencional de música country do álbum e explorar o gênero country pop em toda sua extensão.
Twain decidiu não fazer uma turnê do The Woman in Me, em parte porque ela sentiu que precisava de uma música mais conhecida para fazer um show poderoso. Twain e seu marido começaram a compor material para o álbum já em 1994, e muitas vezes escreviam para depois entrelaçar suas idéias. O processo de gravação foi intensivo, com Lange dedicando tempo e paciência a cada faixa individual. Embora a cantora tenha indicado suas preferências sonoras, ela finalmente cedeu toda a produção para Lange. Na versão internacional, Twain e Lange revisitaram faixas para retirá-las das influências do country e aumentar a comercialização do álbum além dos EUA e Canadá.
O álbum foi um estrondoso sucesso comercial, tornando-se o álbum de estúdio mais vendido de todos os tempos por uma artista feminina, o álbum de música country mais vendido de todos os tempos, o álbum mais vendido por um artista canadense e um dos álbuns mais vendidos da história da música. Três versões diferentes do álbum foram lançadas, a versão country original, lançada em 1997, e as versões pop e internacional revisadas lançadas em 1998 e 1999, respectivamente. O álbum também foi apoiado por uma extensa turnê mundial, Come On Over Tour.

## Recepção da crítica
| Críticas profissionais        | Críticas profissionais |
| Avaliações da crítica         | Avaliações da crítica  |
| Fonte                         | Avaliação              |
| ----------------------------- | ---------------------- |
| About.com                     | [ 8 ]                  |
| AllMusic                      | [ 9 ]                  |
| Chicago Tribune               | [ 10 ]                 |
| Entertainment Weekly          | B+                     |
| Robert Christgau              | A-                     |
| Rolling Stone                 | [ 13 ]                 |
| The Rolling Stone Album Guide | [ 14 ]                 |
| Sputnikmusic                  | [ 15 ]                 |

O álbum recebeu críticas positivas de críticos de música contemporânea. AllMusic elogiou o álbum por ter se libertado com sucesso dos estereótipos tradicionais do country (brevidade musical, uma imagem flagrante de música, etc.), enquanto também elogiava Twain por criar um álbum com tanto apelo pop/rock quanto o country tradicional. Enquanto isso, a Entertainment Weekly elogiou o álbum por incorporar com sucesso uma influência substancial do rock sem perder a sensibilidade do country.
Este álbum está na lista dos 200 álbuns definitivos no Rock and Roll Hall of Fame.

## Desempenho comercial
Twain superou seu próprio recorde com o lançamento de Come On Over, batendo seu álbum anterior de venda de diamante, The Woman in Me, como o álbum de música country mais vendido de todos os tempos. É, de fato, o álbum mais vendido já lançado por uma artista feminina em qualquer gênero. Estreando em segundo lugar no Billboard 200 com uma moderada venda de 172 mil cópias (3 mil unidades atrás do Harlem World, do Mase), o álbum mostrou sua consistência quando comercializou outras 170.000 cópias em sua segunda semana (uma queda de 1.2%) para ficar em No. 2 novamente atrás de Higher Ground de Barbra Streisand. A RIAA certificou Come on Over com Ouro, Platina e 2× platina em 23 de dezembro de 1997. Ela vendeu mais de 100.000 unidades em cada uma das 62 semanas. Durante a semana de Ação de Graças de 1999, a versão internacional do Come On Over: foi lançado em conjunto com Shania graças CBS especial, Come On Over nessa semana ganhou o título da Billboard de "Maior Ganhador", saltando de 24-11 na Billboard 200, um aumento de 246% nas vendas, de 57.000 na semana anterior para 197.000 na semana seguinte. A melhor semana de vendas do álbum foi a 110ª semana, durante a qual vendeu 355 mil unidades até chegar ao número dez (Natal de 1999). O álbum ficou no top 10 por 54 semanas, estabelecendo um recorde de maior permanência no Top 20 da Billboard 200 de 112 semanas, e no top 40 por 127 semanas consecutivas. Come On Over esteve no topo da parada de álbuns da  Billboard Country album em um recorde de 50 semanas, terminando em segundo atrás de Sevens de Garth Brooks em 1998, terminando em 1999, e em terceiro em 2000, atrás de  'Fly do Dixie Chicks e Breathe do Faith Hill. Foi certificado como diamante pela RIAA em 7 de abril de 1999. Apesar de suas altas vendas, o álbum nunca chegou ao topo da Billboard 200.
Come On Over foi o primeiro álbum a alcançar 14 milhões (em setembro de 2001) e 15 milhões (em agosto de 2004) em vendas nos EUA desde 1991, quando a Nielsen SoundScan começou a monitorar as vendas de música. Ele é o segundo álbum mais vendido da era Nielsen SoundScan nos EUA, com mais de 15,7 milhões de cópias vendidas até outubro de 2017, atrás de seu concorrente mais próximo, o álbum autointitulado de 1991 do Metallica (16,1 milhões até 2015). No entanto, esses números não incluem vendas através de entidades como o BMG Music Club, onde o Come on Over vendeu 1,99 milhão de cópias enquanto o Metallica vendeu menos de 298.000 cópias.
O álbum liderou as paradas por 11 semanas no Reino Unido. O álbum é um dos álbuns mais vendidos de todos os tempos na Austrália, alcançando 15 vezes a platina e passando 19 semanas em primeiro lugar e 165 semanas no top 100 (ou mais de três anos). Ainda é o álbum mais vendido dos anos 90 na Austrália. O álbum ficou no topo da parada de álbuns do país canadense por mais de 110 semanas (mais de dois anos). Em todo o mundo o álbum vendeu 3,4 milhões de cópias em 1997, 8,9 milhões em 1998 e mais de 15,2 milhões em 1999, permanecendo forte em 2000 vendendo outros 6,4 milhões de cópias em todo o mundo. Mais de 40 milhões de cópias foram vendidas em todo o mundo.

## Presença em trilhas sonoras
Do álbum "Come On Over", Shania Twain teve três canções incluídas em trilhas sonoras de novelas exibidas no Brasil, ambas pela TV Globo. A primeira foi "You're Still The One", incluída na trilha sonora internacional da novela "Corpo Dourado", de Antônio Calmon, exibida em 1998, como tema dos personagens "Selena" e "Chico", interpretados por Cristiana Oliveira e Humberto Martins. Ainda em 1998 foi a vez de "From This Moment On" integrar a trilha sonora da novela "Meu Bem Querer", de Ricardo Linhares, como tema dos personagens "Rebeca" e "Antonio", interpretados por Alessandra Negrini e Murilo Benício. Por fim, "Man! I Feel Like a Woman" fez parte da trilha sonora da novela de Manoel Carlos, "Laços de Família", exibida entre 2000/2001, como tema da personagem "Cintia", interpretada por Helena Ranaldi.

## Faixas
Todas as canções escritas e compostas por Shania Twain e Robert John "Mutt" Lange. Destas dezesseis faixas, doze foram lançadas como singles.
| N.º | Título                                     | Duração |  |
| 1.  | "Man! I Feel like a Woman!"                | 3:53    |  |
| 2.  | "I'm Holding on to Love (to Save My Life)" | 3:30    |  |
| 3.  | "Love Gets Me Every Time"                  | 3:33    |  |
| 4.  | "Don't Be Stupid (You Know I Love You)"    | 3:35    |  |
| 5.  | "From This Moment On"                      | 4:43    |  |
| 6.  | "Come on Over"                             | 2:55    |  |
| 7.  | "When"                                     | 3:39    |  |
| 8.  | "Whatever You Do! Don't!"                  | 3:47    |  |
| 9.  | "If You Wanna Touch Her, Ask!"             | 4:04    |  |
| 10. | "You're Still the One"                     | 3:34    |  |
| 11. | "Honey, I'm Home"                          | 3:39    |  |
| 12. | "That Don't Impress Me Much"               | 3:38    |  |
| 13. | "Black Eyes, Blue Tears"                   | 3:39    |  |
| 14. | "I Won't Leave You Lonely"                 | 4:13    |  |
| 15. | "Rock This Country"                        | 4:23    |  |
| 16. | "You've Got a Way"                         | 3:24    |  |

| Versão Internacional (1997) |                                            |         |  |
| N.º                         | Título                                     | Duração |  |
| 1.                          | "You're Still the One"                     | 3:32    |  |
| 2.                          | "When"                                     | 3:37    |  |
| 3.                          | "From This Moment On"                      | 4:51    |  |
| 4.                          | "Black Eyes, Blue Tears"                   | 3:36    |  |
| 5.                          | "I Won't Leave You Lonely"                 | 4:06    |  |
| 6.                          | "I'm Holding on to Love (to Save My Life)" | 3:26    |  |
| 7.                          | "Come on Over"                             | 2:53    |  |
| 8.                          | "You've Got a Way"                         | 3:19    |  |
| 9.                          | "Whatever You Do! Don't!"                  | 3:48    |  |
| 10.                         | "Man! I Feel Like a Woman!"                | 3:53    |  |
| 11.                         | "Love Gets Me Every Time"                  | 3:32    |  |
| 12.                         | "Don't Be Stupid (You Know I Love You)"    | 3:33    |  |
| 13.                         | "That Don't Impress Me Much"               | 3:58    |  |
| 14.                         | "Honey, I'm Home"                          | 3:33    |  |
| 15.                         | "If You Wanna Touch Her, Ask!"             | 4:13    |  |
| 16.                         | "Rock This Country"                        | 4:26    |  |

## Equipe e produção
Músicos
- Bruce Bouton - guitarra de aço, guitarra de aço colo
- Larry Byrom - guitarra de slide
- Joe Chemay - baixo, baixo fretless
- Stuart Duncan - violino
- Larry Franklin - violino
- Paul Franklin - guitarra de aço, "aço cósmico"
- Rob Hajacos - violino
- John Hobbs - piano , Wurlitzer
- Dann Huff - riffs de guitarra , guitarra rítmica, guitarra de caixa de conversa, guitarra de 12 cordas, guitarra de wah-wah, guitarra de seis cordas, guitara elétrica, órgão de Hammond, todas as texturas de guitarra
- John Hughey - guitarra de aço
- John Barlow Jarvis - piano, Wurlitzer
- Robert John "Mutt" Lange - vocais de fundo
- Paul Leim - bateria
- Brent Mason - guitarra elétrica e solos
- Joey Miskulin - acordeão
- Michael Omartian - piano
- Eric Silver - bandolim
- Arthur Stead - piano, órgão , sintetizador
- Shania Twain - vocal principal, vocais de fundo
- Biff Watson - violão, riffs de guitarra, guitarra rítmica, guitarra de corda de nylon
- Bryan White - vocais em "From This Moment On"

## Desemepenho nas tabelas musicais
| Chart (1997–2000)                     | Maior posição |
| ------------------------------------- | ------------- |
| Alemanha (Offizielle Deutsche Charts) | 8             |
| Austrália (ARIA)                      | 1             |
| Áustria (Ö3 Austria Top 40)           | 4             |
| Bélgica (Ultratop Flandres)           | 1             |
| Bélgica (Ultratop Valônia)            | 4             |
| Canadá (Billboard)                    | 1             |
| Canadá (RPM)                          | 1             |
| Escócia (Official Scottish Albums)    | 1             |
| Espanha (PROMUSICAE)                  | 12            |
| Estados Unidos (Billboard 200)        | 2             |
| Estados Unidos (Top Country Albums)   | 1             |
| Estados Unidos (Top Catalog Albums)   | 2             |
| Dinamarca (Hitlisten)                 | 1             |
| Europa (Billboard European Albums)    | 1             |
| Finlândia (Suomen virallinen lista)   | 6             |
| França (SNEP)                         | 4             |
| Hungria (MAHASZ)                      | 24            |
| Irlanda (IRMA)                        | 1             |
| Itália (FIMI)                         | 20            |
| Japão (Oricon)                        | 59            |
| Noruega (VG-lista)                    | 1             |
| Nova Zelândia (RMNZ)                  | 1             |
| Países Baixos (Dutch Charts)          | 1             |
| Portugal (AFP)                        | 4             |
| Reino Unido (Official Albums Chart)   | 1             |
| Reino Unido (UK Country Albums Chart) | 1             |
| Suécia (Sverigetopplistan)            | 4             |
| Suíça (Schweizer Hitparade)           | 4             |

| Chart (1990–99)                | Posição |
| ------------------------------ | ------- |
| Estados Unidos (Billboard 200) | 3       |
| Chart (2000–09)                | Posição |
| Estados Unidos (Billboard 200) | 158     |

| Chart                                         | Posição |
| --------------------------------------------- | ------- |
| Estados Unidos (Billboard 200)                | 14      |
| Estados Unidos (Billboard Top Country Albums) | 1       |
| Países Baixos (Dutch Charts)                  | 33      |
| Reino Unido (OCC)                             | 15      |

| Chart (1997)                                  | Posição |
| --------------------------------------------- | ------- |
| Canadá (RPM)                                  | 7       |
| Canadá (RPM Country Albums)                   | 24      |
| Estados Unidos (Billboard 200)                | 195     |
| Chart (1998)                                  | Posição |
| Austrália (ARIA)                              | 7       |
| Canadá (RPM)                                  | 14      |
| Canadá (RPM Country Albums)                   | 1       |
| Estados Unidos (Billboard 200)                | 5       |
| Noruega (VG-lista)                            | 14      |
| Nova Zelândia (RMNZ)                          | 21      |
| Países Baixos (MegaCharts)                    | 43      |
| Reino Unido (OCC)                             | 67      |
| Chart (1999)                                  | Posição |
| Alemanha (Offizielle Top 100)                 | 39      |
| Austrália (ARIA)                              | 1       |
| Áustria (Ö3 Austria)                          | 20      |
| Bélgica (Ultratop Flanders)                   | 2       |
| Bélgica (Ultratop Wallonia)                   | 65      |
| Canadá (RPM)                                  | 3       |
| Canadá (RPM Country Albums)                   | 1       |
| Dinamarca (Hitlisten)                         | 3       |
| Estados Unidos (Billboard 200)                | 3       |
| Europa (Top 100)                              | 4       |
| Noruega (VG-lista)                            | 1       |
| Nova Zelândia (RMNZ)                          | 1       |
| Países Baixos (MegaCharts)                    | 3       |
| Suíça (Schweizer Hitparade)                   | 19      |
| Reino Unido (OCC)                             | 1       |
| Chart (2000)                                  | Posição |
| Alemanha (Offizielle Top 100)                 | 98      |
| Austrália (ARIA)                              | 46      |
| Bélgica (Ultratop Flanders)                   | 21      |
| Bélgica (Ultratop Wallonia)                   | 18      |
| Dinamarca (Hitlisten)                         | 72      |
| Estados Unidos (Billboard 200)                | 20      |
| Europa (Top 100)                              | 10      |
| Finlândia (Suomen virallinen lista)           | 30      |
| França (SNEP)                                 | 9       |
| Itália (Hit Parade)                           | 73      |
| Nova Zelândia (RMNZ)                          | 35      |
| Noruega (VG-lista)                            | 10      |
| Países Baixos (MegaCharts)                    | 41      |
| Reino Unido (OCC)                             | 20      |
| Suíça (Schweizer Hitparade)                   | 20      |
| Chart (2001)                                  | Posição |
| Estados Unidos (Billboard Top Catalog Albums) | 4       |
| França (SNEP)                                 | 100     |
| Reino Unido (OCC)                             | 164     |
| Chart (2002)                                  | Posição |
| Estados Unidos (Billboard Top Catalog Albums) | 14      |
| Reino Unido (OCC)                             | 145     |
| Chart (2003)                                  | Posição |
| Estados Unidos (Billboard Top Catalog Albums) | 15      |
| Chart (2004)                                  | Posição |
| Estados Unidos (Billboard Top Catalog Albums) | 13      |

## Vendas e certificações
| Região                                                                                             | Certificação | Vendas     |
| -------------------------------------------------------------------------------------------------- | ------------ | ---------- |
| Alemanha (BVMI)                                                                                    | 3× Ouro      | 750,000^   |
| Argentina (CAPIF)                                                                                  | Platina      | 60,000^    |
| Austrália (ARIA)                                                                                   | 18× Platina  | 1,260,000^ |
| Áustria (IFPI Áustria)                                                                             | Ouro         | 25,000*    |
| Bélgica (BEA)                                                                                      | 2× Platina   | 100,000*   |
| Brasil (Pro-Música Brasil)                                                                         | Ouro         | 100,000*   |
| Canadá (Music Canada)                                                                              | Diamante     | 1,948,000  |
| Dinamarca (IFPI Dinamarca)                                                                         | 7× Platina   | 140,000^   |
| Espanha (PROMUSICAE)                                                                               | Platina      | 100,000^   |
| Estados Unidos (RIAA)                                                                              | 2× Diamante  | 15,671,500 |
| Finlândia (IFPI Finlândia)                                                                         | Ouro         | 38,958     |
| França (SNEP)                                                                                      | Platina      | 300,000*   |
| Itália (FIMI)                                                                                      | Ouro         | 50,000*    |
| Japão (RIAJ)                                                                                       | Ouro         | 100,000^   |
| México (AMPROFON)                                                                                  | Ouro         | 75,000^    |
| Noruega (IFPI Noruega)                                                                             | 6× Platina   | 300,000*   |
| Nova Zelândia (RMNZ)                                                                               | 21× Platina  | 315,000^   |
| Países Baixos (NVPI)                                                                               | 5× Platina   | 500,000^   |
| Reino Unido (BPI)                                                                                  | 11× Platina  | 3,430,000  |
| Suécia (GLF)                                                                                       | 3× Platina   | 240,000^   |
| Suíça (IFPI Suíça)                                                                                 | 3× Platina   | 150,000^   |
| Resumo                                                                                             |              |            |
| Europa (IFPI)                                                                                      | 7× Platina   | 7,000,000* |
| *números de vendas baseados somente na certificação ^distribuições baseadas apenas na certificação |              |            |

## Histórico de lançamento
| Região         | Data                   | Formato              | Gravadora             |
| -------------- | ---------------------- | -------------------- | --------------------- |
| Canadá         | 4 de novembro de 1997  | Edição Padrão        | Universal Music Group |
| Estados Unidos | 4 de novembro de 1997  | Edição Padrão        | Mercury Records       |
| Austrália      | 10 de novembro de 1998 | Edição Padrão        | Universal Music Group |
| Alemanha       | 5 de julho de 1998     | Edição internacional | Universal Music Group |